# سينم كوبال
سينَم كوبال (بالتركية: Sinem Kobal)‏ سينَم كوبال، ممثلة ومذيعة تركية ولدت 14 أغسطس 1987 من مواليد إسطنبول، والدها مهندس مدني ووالدتها ربة منزل.

## التعليم
تعلمت سينَم كوبال في سن أربع سنوات، فن البالية في مدرسة البالية لمدة ثماني سنوات. وكانت سينَم كوبال طالبة ناجحة.

## الجوائز
كما لعبت في فريق الكرة الطائرة وفازت بالجائزة الثانية في مسابقة الفريق. كما فازت بالجائزة الأولى في مسابقة خطوة التمارين الرياضية.

## الدراسة
وحصلت سينَم على شهادة الثانوية العامة من الأكاديمية الملكية. ثم درست إدارة الفن والفنون المسرحية في جامعة بيكنت بإسطنبول.

## حياتها الخاصة
بدأت سينَم حياتها الفنية في المسرحية الهزلية دادي كما ديلارا، ثم شاركت في العديد من الأفلام والمسلسلات التلفزيونية مثل:

### اعمالها
- زوجة السلطان
- سيلينا – سيلينا
- أسرار البنات بدور نور
- رومانتك كوميدي

كما ظهرت في العديد من الإعلانات التلفزيونية في تركيا .

## روابط خارجية
- سينم كوبال على موقع IMDb (الإنجليزية)
- سينم كوبال على موقع قاعدة بيانات الفيلم (الإنجليزية)